# Demjén Gábor
Demjén Gábor (Szob, 1986. március 1. –) magyar válogatott labdarúgó.

## Pályafutása
Demjént Újpesten, kiöregedve az ifiből nem tartották olyan tehetségesnek, hogy a felnőttekhez kerüljön, ezért távozott. A román másodosztályú Liberty Nagyszalonta csapatához igazolt. Meghívták az utánpótlás válogatottba is, s az olasz Atalantánál is járt próbajátékon. Szinte az egész nyári alapozást az olaszokkal csinálta végig, ennek ellenére nem kapott szerződést. Egy héttel a bajnoki rajt előtt igazolta le a friss kupagyőztes FC Sopron.
2006 nyarán próbajátékra hívta az Ajax, de maradt Sopronban. Ahogyan csapatának, neki sem sikerült jóra a 2006/2007-es idény, s év végén 13 csapattársával egyetemben távozott Sopronból, s a bajnok DVSC-hez igazolt. Bár az első mérkőzésén csak csere volt, első két meccsén, amelyen kezdett, gólt rúgott.
A 2009-2010-es idényt már a Videoton FC játékosaként kezdte, ám ott kevés játéklehetőséget kapott. Ősszel egy NB I-es és két NB II-es bajnoki találkozón szerepelt. A tavaszi időszakra kölcsönvette az Újpest FC.
Majd a 2010/2011-es szezon előtt az NB2 Keleti csoportban szereplő Nyíregyháza Spartacus-hoz írt alá 2 évre. Első nyíregyházi gólját 2010. augusztus 18-án a Magyar Kupa 2. fordulójában a harmadosztályú Cigánd ellen, mikor nem csak az első gólját, hanem első duplját és gólpasszát is megszerezte. Az első gólját egy szép akció végén, a másodikat 11-esből szerezte. A szabolcsi együttesnél a 28-as mezszámot viselte.
2016 januárjában új fejezet született pályafutásában, aláírt az olasz többségi tulajdonossal rendelkező, a Nemzeti Bajnokság III. osztályában vitézkedő Tatabánya FC-hez.

## Sikerei, díjai
- Magyar bajnokságban
  - Bajnok: 2008/09
  - Ezüstérmes: 2007/08, 2009/10